# Bháratíja Dzsanatá Párt
A Bháratíja Dzsanatá Párt (angolul: Bharatiya Janata Party, hindiül: भारतीय जनता पार्टी jelentése: Indiai Néppárt, rövidítve BJP) hindu nacionalista, konzervatív, jobboldali populista párt Indiában. 2014 óta az ország nagyobbik kormánypártja, vezetője a hivatalban lévő miniszterelnök, Narendra Modi. Jelenleg a Nemzeti Demokratikus Szövetség elnevezésű 11 párti koalícióban kormányoz. 180 millió fős párttagságával a legnagyobb politikai párt a világon.

## Áttekintés
India a világ legnépesebb demokráciája, a parlamenti választásokon mintegy 900 millió szavazópolgár teheti le voksát. A választási rendszer parlamentáris, a volt gyarmattartó britek westminsteri mintájú képviseleti rendszerén alapul. A „győztes mindent” visz elve alapján minden egyes választási körzetben a legtöbb voksot gyűjtő jelölt nyer képviselői helyet, listás szavazatok nincsenek. Az indiai állam törvényhozási struktúrája a szövetségi parlament, amely két szintet foglal magába: a közvetlenül választott alsóházat, a Lók Szabhát (A Nép Háza), valamint a közvetetten megválasztott felsőházat, a Rádzsja Szabhát. A felsőház szerepe elsősorban a regionális politikai csoportok képviselete, itt többségében az egyes nyelvi-etnikai-vallási csoportokat képviselő politikusok ülnek.
Az ország politikai életét évtizedek óta két nagy párt dominálja, a közép-baloldali Nemzeti Kongresszus és a hindu nacionalista Bháratíja Dzsanatá. A kisebb pártok, mint a kommunisták és a regionális csoportosulások a mérleg nyelvének szerepét töltik be.

## Történelem

### Elődpártok
A BJP elődjeként az 1925-ben alakult Rástríja Szvajamszévak Szangh-ra (RSS) tekinthetünk, amely szélsőséges hindu vallási-nacionalista szervezetként tagjai számára félkatonai kiképzést biztosított. A szervezet hálózata továbbra is megtalálható az ország minden tagállamában és oktatási valamint segélyezési tevékenységeket végez India legelmaradottabb tájain. Ez a hálózat lett a későbbi évek folyamán a párt kampánybázisa és a szervezet nevelte ki a jelenlegi politikai vezetőséget, a miniszterelnök, Narendra Modi pályafutását is ők egyengették.
1951-ben alapították meg valóban bejegyzett pártként, ekkor még Bháratíja Dzsanatá Szang néven, hogy jobboldali, nemzeti jellegű hindu alternatívát kínáljanak a választóknak az erőteljesen szekuláris, baloldali Nemzeti Kongresszus ellenében. 1953-ban kerültek először a figyelem középpontjába, amikor radikális hindu álláspontként a muszlim többségű Dzsammu és Kasmír teljes beolvasztásáért és különleges státuszának megvonásáért, valamint a marhahús fogyasztásának betiltásáért kampányoltak. Ennek ellenére egészen az 1980-as évek végéig nem sikerült meghatározó politikai erővé válnia.

### Megalakulás, ellenzéki szerep
A párt mai formájában 1980-ban alakult újra Atal Bihari Vajpayee vezetésével, aki igyekezett mérsékeltebb irányba terelni a pártot, de ez szakadást eredményezett a szervezeten belül. 1984-ben a szélsőséges L. K. Advani lett az új pártelnök. 1992-ben radikális lépésre szánta el magát a párt: az uttar pradesi Ajódhjá városában kampányával feltüzelte a hindu tömeget és porig rombolták az indiai muszlimok egyik legszentebb vallási helyét, a 16. században épült Babri Maszdzsid mecsetet, azzal a céllal, hogy Ráma istennek építsenek szentélyt a helyszínen. A műemlék mecset lerombolását a hatóságok nem merték megakadályozni és a szekularista Nemzeti Kongresszus sem ítélte el állásfoglalásában. A felbőszült muszlim kisebbség összecsapott a hindu tüntetőkkel, az elszabadult erőszak során több mint 2000 ember halt meg.

### Kormánypártként 1998-2004

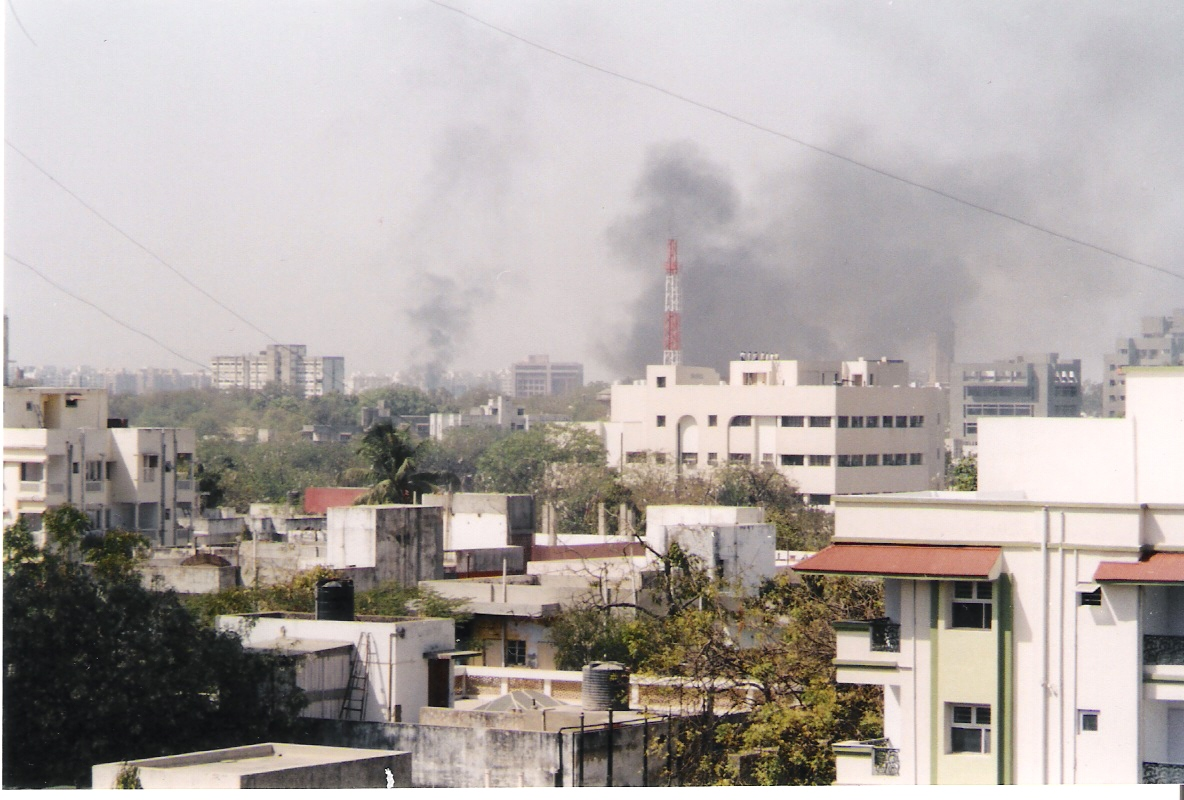
Zavargások Gudzsarátban, 2002

Az 1998-as parlamenti választásokon a párt addigi történetének legjobb eredményét érte el, 182 képviselői helyet szerzett meg az 543-ból és miután számos kisebb regionális jobboldali beállítottságú párttal koalícióra lépett, (Nemzeti Demokratikus Szövetség) kormányt alakíthatott. Első kormányzása során erősen neo-liberális gazdaságpolitikát folytatott, a miniszterelnök Vajpayee, a miniszterelnök-helyettes Advani lett.
2002-ben Gudzsarát államban hazatérő zarándokok vonatszerelvénye kigyulladt és kilencvenen meghaltak a tömegszerencsétlenségben. A hindu tömeg a helyi muszlim közösséget vádolta meg gyújtogatással és nagyszabású pogromokat indítottak a kisebbség ellen. A tartományi kormány, amelynek vezetője ekkor a később miniszterelnök, a szintén BJP-s Narendra Modi volt, kijárási tilalmat rendelt el, de elszabadult a vérengzés. A halottak számát 1 500-ra becsülik, 150 000 muszlim kényszerült elmenekülni otthonából. A gudzsaráti rendőrség semmit nem tett az erőszak megfékezésére, sőt számos forrás arról számol be, hogy fegyveres rendőrök is részt vettek a muszlimok elleni hajtóvadászatban. A nemzetközi tiltakozás hatására India végül bevetette a központi hadsereget és szükségállapotot hirdetett ki. Modival szemben visszatérő vád, hogy passzív hozzáállásával gyakorlatilag hozzájárult a helyi muszlimok legyilkolásához. A nemzetközi közösség által genocídiumnak minősített eset miatt a jelenlegi indiai miniszterelnök sokáig ki volt tiltva az Egyesült Államok és az Európai Unió teljes területéről is. A botrány hatására lemondott tisztségéről, azonban a kiírt időközi választáson váratlanul földcsuszamlásszerű győzelmet aratott és ismét ő alakíthatott kormányt a tagállamban.

### Ellenzékként 2004-2014
A gazdasági sikerek ellenére a 2004-es választásokon BJP koalíciója alig 186 képviselői helyet szerzett a parlament alsóházában, a Lók Szabhában, így a rivális Nemzeti Kongresszus alakíthatott kormányt. A vereség elsősorban a vidéki lakosság szavazatain múlt, akiknek anyagi helyzete nem változott az előző kormányzati periódus alatt és kormányzati kommunikáció sem szólította meg őket hatékonyan.

### Kormánypártként 2014-napjainkig

A 2019-es parlamenti választások eredménye

A 2014-es parlamenti választásokon a BJP 282 parlamenti helyet szerzett és a koalíciós partnerek 54 képviselőjével abszolút többségű kormányt alakíthatott. India 14. miniszterelnöke a volt gudzsaráti főminiszter, Narendra Modi lett. A lakosság alig 31%-a szavazott a Bháratíja Dzsanatára, elsősorban a hindu nyelven beszélő északi, sűrűn lakott alföldekről, az abszolút parlamenti többséget a többi párt elaprózottságának és a választási rendszer a „győztes mindent visz” rendszerének köszönhette. A hagyományosan a közép és felsőosztályra támaszkodó BJP sikeresen szólította meg az alsóbb kasztok, például a dalitok (páriák) rétegeit is. A választás eredménye meglepetés volt az elemzők számára, a közvélemény-kutatások a Nemzeti Kongresszus győzelmét vetítették előre.
Miután kitöltötte 5 éves ciklusát, 2019-ben nagy többséggel újraválasztották Modit, a BJP 303 helyet szerzett az alsóház 542 székéből, a választásokon rekordszámú, 78 nő került be a törvényhozásba. A parlamenti többséget felhasználva keresztül vitték a nagy vitákat kiváltó 2019-es állampolgársági törvényt, amely biztosítja az indiai állampolgárságot a szomszédos Pakisztánból és Bangladesből, valamint Afganisztánból érkező hindu, szikh, buddhista és keresztény illegális bevándorlók számára, azonban az azonos helyzetben lévő muszlimok számára ezt nem teszi lehetővé. Az indoklás szerint ezzel a szomszédos országok üldözött kisebbségeit szeretnék megvédeni, azonban az ügy apropóján szerte az országban nagyszabású tüntetések kezdődtek, mind a muszlim közösség, mind a szekularizációt féltő csoportok részéről.

## Politikája

### Az integrált humanizmus

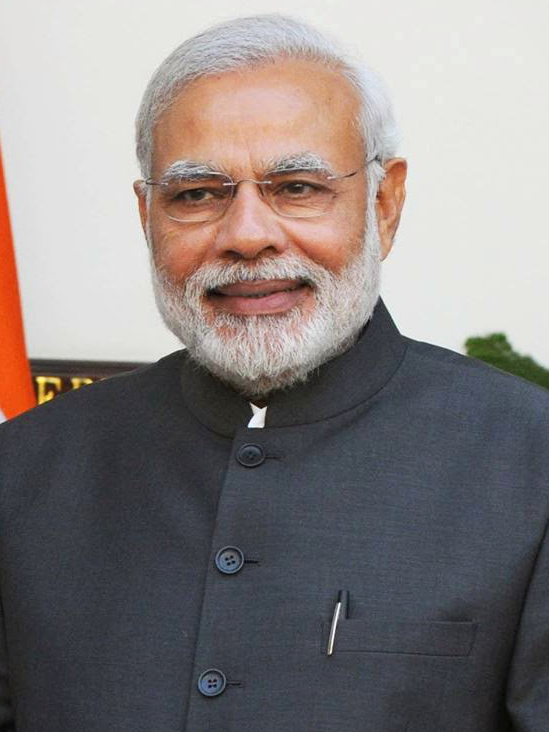
Narendra Modi 2015-ben

A párt saját bevallása szerint elsődleges politikai filozófiájuk és ideológiájuk az integrált humanizmus, amelynek alapjait Dindejal Upadhjaj (दीनदयाल उपाध्याय, Deendayal Upadhyaya) hindu nacionalista politikus fektette le az 1960-as években. Elutasítják, hogy besorolják őket a nyugati imperialista értelemben vett ideológiákba, az európai eredetű „izmusok” (például liberalizmus, konzervativizmus, nacionalizmus) helyett egy különálló, egyedi indiai kulturális és politikai utat szeretnének követni, amely az embert helyezi a középpontba. Az ideológiára nagy hatást gyakorolt az indiai függetlenségi mozgalom egyik meghatározó eszméje, a Hindutva, amely elutasítja a nyugati kultúra térnyerését az indiai szubkontinensen.  A Nemzeti Kongresszussal szemben, amely az európai mintájú szekularizmust támogatja, a BJP egy indiai típusú szekularizációt, a Gandhi által megalkotott Sarvadharma Samabhavat helyezi előtérbe, amely a vallások kölcsönös tiszteletén alapul.
A nemzetközi porondon általában szélsőjobboldali, konzervatív, hindu nacionalista, bevándorlás és muszlim-ellenes pártként aposztrofálják.

### Gazdaság
A BJP gazdasági stratégiája sokat változott megalakulása óta. A párt korai szakaszában, az 1980-as években a swadeshi mozgalom célkitűzéseit támogatta, vagyis a helyi manufaktúrák védelmét és fejlesztését, valamint a protekcionista gazdaságpolitikát támogatta. A gazdasági liberalizáció fontossága mellett foglalt állást, szemben a Nemzeti Kongresszus állami irányítású iparosításával. A párt az 1990-es évek második felétől kezdve fokozatosan megváltoztatta gazdaságpolitikai elképzeléseit és nyitottá vált a a globalizmus felé. Kormányzása alatt neoliberális módszereket alkalmazott és nagy erőfeszítéseket tett a nemzetközi nagyvállalatok és a tőke Indiába vonzásáért.
Nagy vitákat váltott ki a BJP kormányzat lépése 2016-ban, amikor a burjánzó feketegazdaság csökkentésének érdekében egyik napról a másikra kivonták a forgalomból az 500 és 1000 rúpiás bankjegyeket a forgalomból. A hirtelen bejelentés nyomán a pénznyomdák nem tudtak megfelelő mennyiségű új pénzt nyomni és így a fizetőeszközként használt valuta mennyisége 75%-kal csökkent és súlyos likviditási válság alakult ki. Új, minden eddiginél komplexebb adórendszert is bevezettek, szintén az illegális gazdaság csökkentésének érdekében, de ez a vidéki területeken, ahol szinte csak feketegazdaság működik bénitóan hatott az egész gazdaságra.
A 2020-as koronavírus járvány a világátlagnál sokkal súlyosabban érinti az indiai gazdaságot, az előrejelzések szerint az év végéig 24%-kal fog csökkenni az ország GDP-je és máris a munkanélküliségi ráta óriási növekedése tapasztalható. Összeomlott a turisztikai ipar és az alapvető ellátási láncolatok is veszélybe kerültek.

### Külpolitika
Miután Narendra Modit 2014-ben megválasztották miniszterelnöknek, India külpolitikája sokkal aktívabbá vált. Az ország nemzetközi politikájának célja 1947-től egészen a 2000-es évekig a regionális és globális stabilitás megőrzése és a gazdasági fejlődés fenntartása volt, ezen okból kifolyólag igyekezett magát a formális nemzetközi szövetségektől távol tartani. Az ezredforduló után előtérbe került a geoökonómia, vagyis a piaci alapú gazdaságfejlesztési stratégiák összehangolásának központi szerepe a tervezésben. 2014-ig azonban Delhi külföldi kapcsolatai reaktívak maradtak, vagyis igyekezett alkalmazkodni a nemzetközi folyamatokhoz. Az új miniszterelnök, Modi víziója a globális nagyhatalom India megteremtése.

#### Geoökonómiai stratégia
A BJP geoökonómiai programja három alappilléren nyugszik: az első a „Szomszédság először” politika. Ennek értelmében először a regionális nagyhatalmi státuszt igyekszik megerősíteni: miniszterelnökségének kezdete óta a korábbinál sokkal fontosabb szerephez jutott a SAARC, vagyis a Dél-Ázsiai Szervezet a Regionális Együttműködésért. A szomszédos országokkal, mint Bhután, Mianmar, Banglades, Nepál és Srí Lanka nagy költségvetésű közös infrastrukturális beruházások révén fonja szorosabbra a kapcsolatot. Amikor az Indiai Űrkutatási Hivatal 2017-ben pályára állította a Dél-Ázsia elnevezésű, a kommunikációs hálózat fejlesztését célzó műholdat, használatát ingyenesen megosztotta a szomszéd országokkal, ezzel is jelezve regionális hatalmi státuszát.

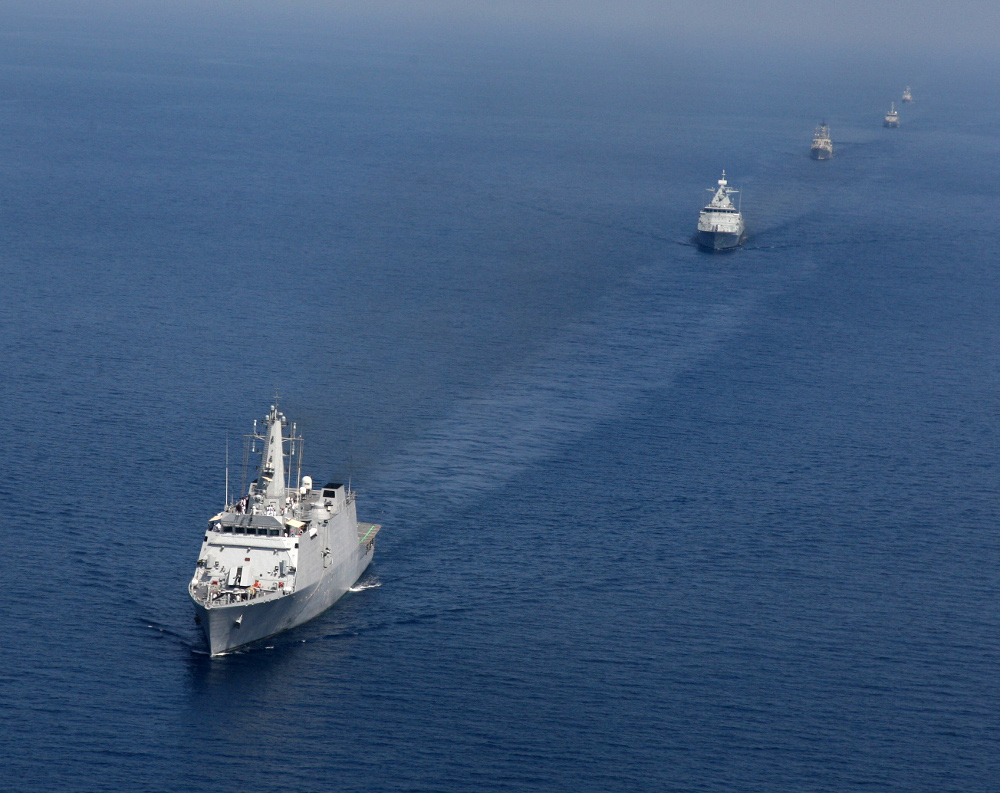
Indiai hadihajók 2014-ben

A geopolitikai program második eleme a „Keleti cselekvés” . A stratégia központi eleme, hogy legfontosabb geopolitikai ellenfeleit, a kommunista Kínát és a muszlim Pakisztánt elszigetelje. Ennek érdekében India aktívan keresi a kooperáció lehetőségét a nem szomszédos Iránnal és Afganisztánnal, valamint Délkelet-Ázsia országaival is. A BJP kormányzat kapcsolata az utóbbi években nem javult a régóta ellenséges Pakisztánnal Kasmír vitatott státusza miatt és Kínával is elhidegült a viszony, részben mivel India politikai megfontolásokból nem hajlandó részt venni a az Egy Övezet Egy Út projektben, másrészt a 2020-ban kitört határvillongások is negatívan érintették a két állam diplomáciai kapcsolatait.
Az indiai nemzetközi stratégia harmadik alappillére az ország tengeri hatalommá fejlesztése és az Indiai-óceán ellenőrzése. Ennek érdekében az ország nagy összegeket fordított az indiai flotta erejének növelésére. Nemzetközi megfigyelők szerint az ország fegyverkezése veszélyezteti a régió stabilitását. A BJP kormány álláspontja álláspontja szerint a felfejlesztett flotta garantálja az Indiai-óceán vizein haladó kőolaj-szállítási útvonalak biztonságát, valamint nagy segítséget jelenthet például katasztrófák kezelésénél és humanitárius segélyek szállításánál.

#### Kapcsolat nyugati országokkal

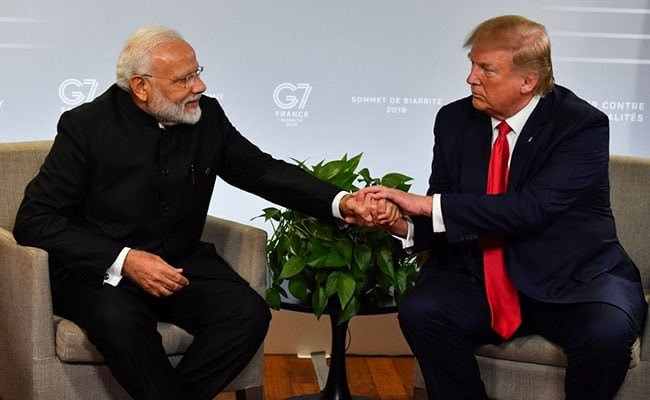
Trump – Modi találkozó

A Modi-kormányzat alatt szorosabbá vált az Egyesült Államok és India kapcsolata, az Obama-adminisztráció levette az indiai miniszterelnököt az USA-ból kitiltott személyek listájáról és később több Trump-Modi találkozó is létrejött. A BJP kormányzat jó kapcsolatot ápol a Netanjáhú vezette Izraellel, közös stratégiai céljuk a muszlim szélsőségesség visszaszorítása országaikban és módszereik miatt mindketten számos kritikát kaptak a nyugati országoktól. A két miniszterelnök 2018-as találkozója során Netanjáhú így nyilatkozott:  
„A radikális iszlám megkérdőjelezi a modernitást, annak érdekében, hogy biztosítsák a jövőjüket, a demokráciáknak össze kell fogniuk.”

### Elnökei

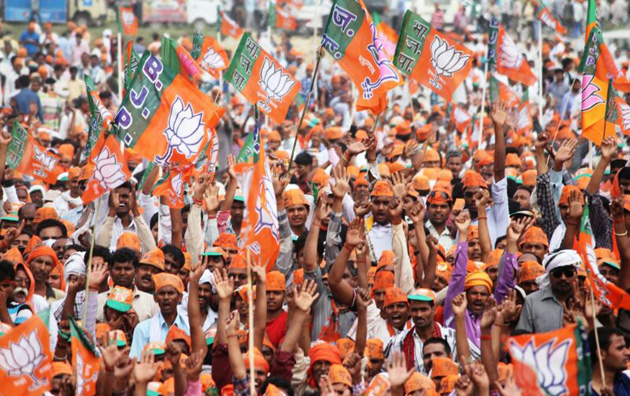
BJP párti felvonulás Amethi városában

## Szervezeti felépítése

### Elnökei[32]
| A Bháratíja Dzsanatá Párt elnökei | A Bháratíja Dzsanatá Párt elnökei | A Bháratíja Dzsanatá Párt elnökei | A Bháratíja Dzsanatá Párt elnökei |
| Kép                               | Név                               | hivatal ideje                     |                                   |
| --------------------------------- | --------------------------------- | --------------------------------- | --------------------------------- |
|                                   | Atal Bihari Vajpayee              | 1980 – 1980                       |                                   |
|                                   | L. K. Advani                      | 1986 – 1991                       |                                   |
|                                   | Murli Manohar Joshi               | 1991 – 1993                       |                                   |
|                                   | L. K. Advani                      | 1993 – 1998                       |                                   |
|                                   | Kushabhau Thakre                  | 1998 – 2000                       |                                   |
|                                   | Bangaru Laxman                    | 2000 – 2001                       |                                   |
|                                   | Jana Krishnamurthi                | 2001 – 2002                       |                                   |
|                                   | Venkaiah Naidu                    | 2002 – 2004                       |                                   |
|                                   | L. K. Advani                      | 2004 – 2005                       |                                   |
|                                   | Rajnath Singh                     | 2005 – 2009                       |                                   |
|                                   | Nitin Gadkari                     | 2009 – 2013                       |                                   |
|                                   | Rajnath Singh                     | 2013 – 2014                       |                                   |
|                                   | Amit Shah                         | 2014 – 2020                       |                                   |
|                                   | Jagat Prakash Nadda               | 2020 – napjainkig                 |                                   |

### Párttagság
A BJP párttagsága gyorsan növekszik, a 2015-ben 110 millió fős tagság 2019-re elérte a 180 milliót. Ezzel az értékkel messze a világ legnagyobb politikai pártja, a második helyezett Kínai Kommunista Párt csak feleennyi tagot, 90 millió embert tudhat soraiban. A BJP párttagságánál csak 7 független országnak van nagyobb lakossága, és a fő rivális Nemzeti Kongresszus csak kilencedannyi, 20 milliós tagsággal rendelkezik, ami még mindig Magyarország népességének kétszerese.

## Választási eredményei
| Év   | Párt vezetője        | Mandátumok száma | Mandátumok változása | Kapott szavazatok aránya | Szavazatok változása | Végeredmény                          | Forrás |
| ---- | -------------------- | ---------------- | -------------------- | ------------------------ | -------------------- | ------------------------------------ | ------ |
| 1984 | L. K. Advani         | 2 / 533          | 2                    | 7.74%                    | –                    | ellenzék                             | [ 36 ] |
| 1989 | L. K. Advani         | 85 / 545         | 83                   | 11.36%                   | 3.62%                | a kormány frakción kívüli támogatója | [ 37 ] |
| 1991 | L. K. Advani         | 120 / 545        | 35                   | 20.11%                   | 8.75%                | ellenzék                             | [ 38 ] |
| 1996 | Atal Bihari Vajpayee | 161 / 545        | 41                   | 20.29%                   | 0.18%                | először kormány, majd ellenzék       | [ 39 ] |
| 1998 | Atal Bihari Vajpayee | 182 / 545        | 21                   | 25.59%                   | 5.30%                | kormánypárt                          | [ 40 ] |
| 1999 | Atal Bihari Vajpayee | 182 / 545        | Állandó              | 23.75%                   | 1.84%                | kormánypárt                          | [ 41 ] |
| 2004 | Atal Bihari Vajpayee | 138 / 545        | 44                   | 22.16%                   | 1.69%                | ellenzék                             | [ 42 ] |
| 2009 | L. K. Advani         | 116 / 543        | 22                   | 18.80%                   | 3.36%                | ellenzék                             | [ 43 ] |
| 2014 | Narendra Modi        | 282 / 543        | 166                  | 31.34%                   | 12.54%               | kormánypárt                          | [ 44 ] |
| 2019 | Narendra Modi        | 303 / 543        | 21                   | 37.46%                   | 6.12%                | kormánypárt                          | [ 45 ] |

## Koalíciós partnerek
A BJP számos ideológiailag hasonló elképzelésekkel rendelkező regionális (helyi, tagállami jelentőségű) párttal lépett koalícióra, hogy többségét biztosítsa a parlamentben. Ennek a választási szövetségnek az elnevezése a Nemzeti Demokratikus Szövetség (NDA, राष्ट्रीय जनतांत्रिक गठबंधन). Parlamenti képviselőkkel rendelkező koalíciós partnerei a Lok Szabhában:
- Dzsanatá Dal (Janata Dal, जनता दल (यूनाइटेड)) : regionális párt Arunácsal Pradesben és Bihárban
- Lok Dzsansattí (Lok Janshakti, लोक जनशक्ती पक्ष) : regionális párt Bihárban
- Apana Dal (Apna Dal (Sonelal), अपना दल (सोनेलाल)) : regionális párt Uttar Pradesben
- Össz-Indiai Anna Dravíd Munetra Karagam (All India Anna Dravida Munnetra Kazhagam, ऑल इंडिया अन्ना द्रविड़ मुनेत्र कड़गम) : a dravida kisebbség pártja
- Dzshárkhandi Diákok Uniója (All Jharkhand Students Union, ऑल झारखण्ड स्टूडेंट्स यूनियन) : regionális párt Dzshárkhandban
- Rádzsasztán Loktrantik Párt (Rashtriya Loktantrik Party, राष्ट्रीय लोकतांत्रिक पार्टी)  : regionális párt Rádzsasztánban
- Nemzeti Demokratikus Progresszív Párt (Nationalist Democratic Progressive Party, नेशनलिस्ट डेमोक्रेटिक प्रोग्रेसिव पार्टी)  : regionális párt Nágaföldön
- Nemzeti Néppárt (National People's Party, नेशनल पीपल्स पार्टी (भारत)) : regionális párt Meghálajában
- Mizo Nemzeti Front (Mizo National Front, मिज़ो नेशनल फ्रंट) : regionális párt Mizoramban
- Szikkim Krantikari Morcsa (Sikkim Krantikari Morcha, सिक्किम क्रन्तिकारी मोर्चा) : regionális párt Szikkimben

## Vélemények a pártról
A BJP támogatói a párt fontos eredményének tartják az adórendszer egyszerűsítését, a csődeljárások menetének reformját, és a Swachh Bharat elnevezésű szociális fejlesztési programot, amelynek keretében jelentősen javult az országban a köztisztaság, rengeteg közvécé épült szerte az országban. Ez a program az elemzések szerint jelentősen hozzájárult a párt népszerűségének növekedéséhez és újraválasztásához. Népszerű lépés volt továbbá, hogy a falusi családoknak ingyenes gázpalackokat szolgáltatott az állam, lehetővé téve a vidéki családok számára konyhájuk alapvető fejlesztését. A párt sikerként könyveli el Dzsammu és Kasmír státuszának rendezését is.
Belföldi és nemzetközi kritikusai felróják szerepét a 2002-es gudzsaráti zavargásokban és a Babri Maszdzsid mecset lerombolásában, a muszlim közösség elleni gyűlöletkeltéssel és a hinduk nacionalista érzelmeinek felkorbácsolásával, uszításával vádolják. Számos kritika éri a szekularizáció lebontása és a vallás szerepének közéletbe helyezése, valamint populista retorikája miatt. Visszatérő vád a kritikus hangok elfojtása, ami újult erővel került előtérbe a 2019-es állampolgársági törvényt követő tüntetések kapcsán, amikor 53-an meghaltak és mintegy 200-an megsérültek az utcai összecsapások során. A nyugati, valamint a muszlim világ vezetőinek többsége egyaránt elitéli a BJP kormányzat lépéseit, előbbi országok a demokrácia fennmaradását, utóbbiak a muszlim kisebbség jogait féltik. Az Egyesült Államokban a Republikánus Párt inkább a BJP-t, míg a Demokraták az ellenfél Nemzeti Kongresszust támogatják.